# Heterischnus rufithorax
Heterischnus rufithorax là một loài tò vò trong họ Ichneumonidae.